# Señal de emergencia (vehículos)
La señal de emergencia es, según el Reglamento General de Circulación, la que activa todos los indicadores de dirección del vehículo de forma simultánea, y significa que se ha producido algún tipo de emergencia en el mismo. Su uso es excepcional, y por tanto solo se autoriza su uso en los siguientes casos:
- Emergencia ante el malestar físico, mareos, dolores, etc, de algún ocupante del vehículo.
- Avería o emergencia mecánica del vehículo.
- Advertencia al circular a velocidad anormalmente reducida (que es la inferior a la mitad genérica para el tipo de vía y vehículo).